# 苏玳葡萄酒

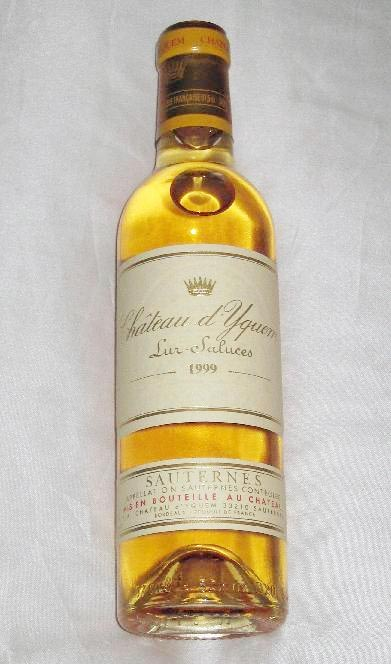
滴金酒庄所产的苏玳葡萄酒

苏玳葡萄酒，又译为索甸葡萄酒、苏特恩葡萄酒，是法国波尔多中苏玳地区所产的甜白葡萄酒，其酒液一般呈金黄色，常混合有杏仁、蜂蜜、蜜桃等香气。
蘇玳葡萄酒由经贵腐菌感染的赛美蓉、长相思与密斯卡岱葡萄酿制而成。苏玳产区由巴尔萨克（Barsac）、索泰尔讷（Sauternes）、博姆（Bommes）、法尔格（Fargues）、普雷尼亚克（Preignac）五个市镇组成。苏玳葡萄酒列级酒庄共分为顶级（Premier cru Superieur）、一级（Premiers crus）、二级（Deuxiemes crus）共三个等级，其中唯一的顶级酒庄为滴金酒庄。